# Allemands de la mer Noire
Les Allemands de la mer Noire forment un groupe ethnique du temps de l'Empire russe, installé au nord de la mer Noire. Ils avaient conservé la culture, les traditions, la langue et les religions allemandes : le luthéranisme ou le catholicisme et parfois le mennonitisme.

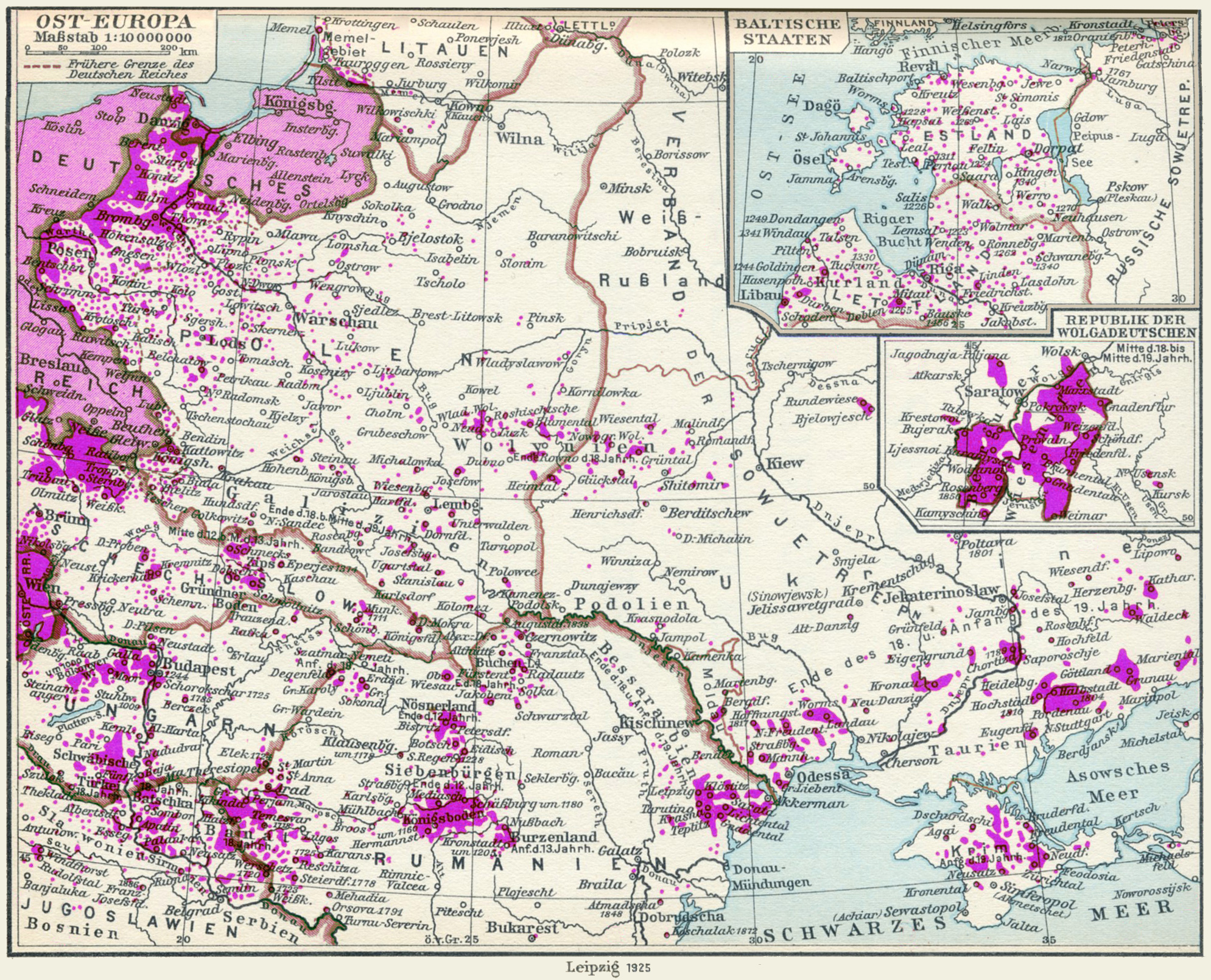
Zones peuplées par les germanophones en Europe centrale et orientale dans la première moitié du XX, dont les Allemands de la mer Noire.

## Histoire
Pour peupler et mettre en valeur des territoires conquis par l'Empire russe sur les Ottomans ou les Tatars, des populations du sud-ouest de l'Allemagne (Hesse, Rhénanie, Wurtemberg, Bade et Palatinat) et des Alsaciens s'installèrent entre 1763 et 1835 dans l'Empire russe, depuis la Bessarabie à l'ouest jusque sur la Volga à l'est, à l'invitation de l'impératrice Catherine la Grande (elle-même allemande) et de ses successeurs. Au sens strict, les Allemands de la mer Noire sont ceux établis entre les fleuves Dniestr et Don, qui se jettent dans la mer Noire. Parmi eux, les mennonites s'installèrent sur les bords de la Molotchna.
Les Allemands se sont installés également jusqu'à la mer Caspienne (au Daghestan notamment) dans la seconde moitié du XIXe siècle et le début du XXe siècle.
Les territoires récemment conquis (un peu plus de 500 000 km², notamment dans l'actuelle Ukraine méridionale) étaient appelés Nouvelle Russie. Ils n'avaient été que peu exploités par les Tatars nomades et abandonnés par l'administration ottomane et n'étaient que peu (et lentement) colonisés par les populations russes et ukrainiennes. Bien que les sols (tchernoziom) fussent très fertiles, ils n'étaient pas assez cultivés ou habités. En conséquence, Catherine II publia un manifeste en juillet 1763, invitant les populations d'Europe de l'Ouest, notamment ses compatriotes allemands, à émigrer en Russie en échange de privilèges tels que l'exonération d'impôts pendant trente ans, l'exemption du service militaire, la liberté de culte, la possibilité de conserver sa langue pour l'éducation et l'administration et la possibilité de vivre en autogestion totale (ils étaient relativement indépendants du gouvernement russe). Plus tard, dans la première moitié du XIXe siècle, une partie de ces droits furent révoqués, notamment l'exemption du service militaire. Cela provoqua, en 1841–1856, l'exode d'une partie des Allemands de Russie vers la Dobrogée alors ottomane. La plupart venaient du gouvernement de Kherson de Tauride. Ils furent rejoints par des Souabes, dans le cadre du développement économique induit par la construction de la voie ferrée Cernavodă-Constanţa, pour écouler vers la mer Noire les céréales de la Roumanie. Ce furent les seules minorités allemandes de l'Empire ottoman. Devenus roumains en 1878, ils partagèrent par la suite le même sort que les Allemands de Bessarabie.
Après la révolution russe, la collectivisation se traduisit, pour les Allemands d'URSS, par de violentes persécutions : alors que la famine décimait en Ukraine les populations environnantes, une partie d'entre eux se réfugia soit en Bessarabie alors roumaine, soit dans la république socialiste soviétique autonome des Allemands de la Volga (Autonome Sozialistische Sowjet-Republik der Wolga-Deutschen; Автоно́мная Сове́тская Социалисти́ческая Респу́блика Не́мцев Пово́лжья) qui exista de 1924 à 1942, soit fut déjà déportée en Asie centrale. Persécuté pendant des années et accusé d'espionnage au profit de l'Allemagne, l'évêque catholique, administrateur apostolique d'Odessa, Mgr Alexander Frison, fut exécuté en 1937 lors des grandes purges staliniennes.
Les persécutions du régime communiste stalinien se sont amplifiées après la déclaration de guerre de l'Allemagne nazie à l'Union soviétique. Soupçonnés de vouloir collaborer avec l'ennemi, la plupart des Allemands de la mer Noire et de la Volga furent « préventivement » déportés le 24 août 1941 en Asie centrale et en Sibérie en 1941, où un certain nombre d'entre eux avaient déjà été déportés pendant les années précédentes. Environ 30 % furent exécutés ou décédèrent pendant leur transfert ou leur détention au goulag. D'autres obtinrent la permission de s'établir en exil au milieu d'autres communautés.

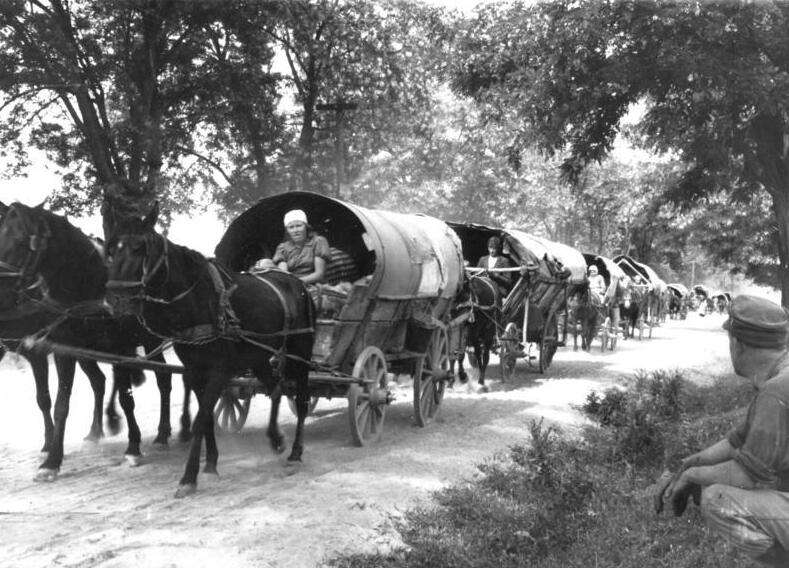
Caravane d'Allemands de la mer Noire refluant vers l'Allemagne à travers la Hongrie, Juillet 1944.

Parmi les soixante mille qui avaient échappé à ces mesures, sept mille formèrent pendant l'occupation une milice nommée auto défense des Allemands locaux qui participa à l'assassinat d'environ 115 000 Juifs accusés par les nazis d'être bolchéviks. Lors du recul de la Wehrmacht, ils durent tous refluer vers l'ouest pour échapper aux représailles soviétiques. Après la guerre, les Allemands de la Volga furent réhabilités en 1964, mais ceux de la mer Noire ne furent mentionnés dans aucun décret et ne purent jamais regagner leurs foyers. Les rares survivants ont été soit russifiés (en Sibérie) soit intégrés aux Allemands du Kazakhstan : la majorité d'entre eux vécut dans l'Oural, en Sibérie, au Kazakhstan, au Kirghizistan ou encore en Ouzbékistan. Ce genre de déportations ethniques massives commises par Staline se retrouve à la même période dans l'histoire des Polonais de Russie, des Moldaves, des Baltes, des Tchétchènes ou des Tatars de Crimée.
À partir des années 1980, la plupart des Allemands d'URSS émigra vers l'Allemagne de l'Ouest, en profitant de la loi du droit au retour : la citoyenneté allemande était donnée à tous ceux pouvant prouver que leurs ancêtres étaient eux aussi allemands. Cet exode put se faire (alors même que la majorité des Allemands d'URSS ne parlait pas ou peu allemand) parce que l'URSS y gagnait : l'Allemagne fédérale payait pour chaque rapatrié une taxe d'émigration fixe, augmentée d'un dédommagement au prorata du niveau d'études (le même système fonctionnait aussi avec les Grecs d'URSS et les Juifs russes, pour lesquels la Grèce et Israël durent payer). L'ouverture des frontières en 1990 a entraîné l'émigration de deux millions de personnes d'origine allemande vers l'Allemagne. Durant les années 1990, il fut plus difficile pour ces personnes de devenir Allemands, et leur intégration en Allemagne (où ils sont souvent considérés comme des Russes) s'avéra difficile.

## En Amérique du Nord
À la fin du XIXe siècle, une partie des Allemands de la mer Noire émigra aux États-Unis et au Canada où ils s'installèrent principalement dans les Grandes Plaines : dans l'est du Colorado, le Kansas, le Minnesota, l'est du Montana, le Nebraska, les deux Dakota, le Manitoba, l'Alberta et la Saskatchewan. Ils y réussirent souvent dans l'agriculture sur terrain sec, une compétence acquise en Russie et au Kazakhstan. Ils y retrouvèrent des descendants d'Allemands de la Volga déjà établis dans ces régions. Aujourd'hui, ces communautés rurales se définissent comme des « Allemands de Russie ». Aux États-Unis, ils tendent à se mélanger avec les descendants beaucoup plus nombreux d'Allemands venus d'Allemagne, qui dominent dans la moitié septentrionale des États-Unis.

## Descendants
- Athanasius Schneider (né le 7 avril 1961, évêque auxiliaire de l'archidiocèse catholique d'Astana au Kazakhstan).
- Le père de la chanteuse Anna German (1936-1982), Eugen Hörman, était un Allemand de la mer Noire.
- La grand-mère paternelle de la musicienne Grimes (née le 17 mars 1988) était une Allemande de la mer Noire.